# Ямаути, Адзуса
Адзуса Ямаути (яп. 山内梓; род. 11 сентября 1998, Хамамацу, Сидзуока) — японская лучница, выступающая в соревнованиях по стрельбе из олимпийского лука. Участница Олимпийских игр 2020 года.

## Биография
Адзуса Ямаути родилась 11 сентября 1998 года.

## Карьера
Ямаути начала заниматься спортом в десятом классе старшей школы Хамамацу. Первоначально она занималась настольным теннисом, но затем увлеклась стрельбой из лука.
Адзуса Ямаути выступила на летней Универсиаде 2019 года в Неаполе, где в индивидуальном первенстве достигла стадии четвертьфинала. В матче против россиянки Валерии Мыльниковой Адзуса Ямаути уступила, не выиграв ни одного сета.
В 2019 году на втором этапе Кубка Азии в Китайском Тайбэе, занимая пятое место после рейтингового раунда с 632 из 720 очков, в первом раунде попала на гонконгскую спортсменку Шук Лам и победила её со счётом 6:2, но уже в следующем раунде уступила с сухим счётом филиппинке Пии Бидор.
По результатам отборочного турнира в Японии она сумела попасть в состав сборной на домашнюю Олимпиаду в Токио, которая состоялась в 2021 году. По результатам рейтингового раунда Адзуса Ямаути занимала седьмое место, набрав 665 очков из 720 возможных. Японки в первом же матче женского командного турнира со счётом 3:5 уступили белорусским лучницам, лишившись шанса на медаль, а в индивидуальном первенстве Адзуса Ямаути сумела победить лишь в одном, первом, матче против монгольской лучницы Бишиндээгийн Урантунгалаг. Во втором раунде она уступила с сухим счётом белоруске Анне Марусовой.